# Maushapogue
Maushapogue /varijanta od Mashapaug =a large pond, ='great pond,' od massa,  'great'  + pog ili peag = 'pond' . Ili od massa-pe-auk = 'great water-land' /, jedno od ranih sela ili plemena američkih Indijanaca porodice Algonquian koji su obitavali na području današnjeg okruga Providence u Rhode Islandu. Bili su članovi konfederacije Narragansett (Sultzman), a istoimeno selo (1637) bilo im je glavno naselje.